# Carinodes abjectus
Carinodes abjectus är en stekelart som först beskrevs av Cresson 1874.  Carinodes abjectus ingår i släktet Carinodes och familjen brokparasitsteklar. Inga underarter finns listade.